# Gérard Huber
Pour les articles homonymes, voir Huber.
 (novembre 2017).
Si vous disposez d'ouvrages ou d'articles de référence ou si vous connaissez des sites web de qualité traitant du thème abordé ici, merci de compléter l'article en donnant les références utiles à sa vérifiabilité et en les liant à la section « Notes et références ».
Gérard Huber, né le 3 octobre 1946 à Lyon et mort le 24 novembre 2011 à Villejuif, est un psychanalyste, écrivain, dramaturge, spécialiste de la bioéthique français.

## Biographie
Il est écrivain,. Il est sociétaire de la Société des gens de lettres.
Il est l'auteur d'un livre intitulé Si c'était Freud.

## Publications
- Negative Theologie und Paradoxes Ethos bei Meister Eckhart dans Recueil d'études offert à Fernand Brunner. Métaphysique, Histoire de la philosophie, à La Baconnière, « Langages », Neufchâtel, 1981, p. 135 et ss. Cyprian Smith, The Way of Paradox: Spiritual Life As Taught by Meister Eckhart, Longmann and Todd, 1987, Londres
- Vers un anti-destin ? Patrimoine génétique et droits de l'humanité, avec François Gros, Paris, Odile Jacob, 1992.
- European Directory of Bioethics: 1993-1994. John Libbey Eurotext, 1993.  (ISBN 2742000437 et 9782742000432)
- L'Illusion métabiologique (préface de Raymond Dandel). Presses Universitaires de France, 1994.
- Akhenaton sur le divan. L'origine égyptienne de la psychanalyse. Jean-Cyrille Godefroy, 2001.  (ISBN 2865531449 et 9782865531448)
- Contre-expertise d'une mise en scène, éd. Raphaël, coll. Enquête, 2003, 237 p.  (ISBN 978-2877810661) (Voir Affaire Mohammed al-Dura)
- Guérir de l'antisémitisme. Pour sortir de la condition post-nazie, avant-propos de Jean Dujardin, éd. Le Serpent à Plumes, 2005
- Mala: une femme juive héroïque dans le camp d'Auschwitz-Birkenau, Rocher, 2006, 307 p.
- Si c’était Freud : Biographie psychanalytique, Le Bord de l'Eau, 2009  (ISBN 978-2-35687-041-4)
- Abraham, Moïse et la stèle d'Israël. Éditions L'Harmattan, 2011  (ISBN 9782296563247)
- Moïse et le retour des dieux. Aux origines du conflit entre polythéisme et monothéisme. L'Harmattan, 2011.